# Espria
Stichting Espria is een Nederlands zorgconcern bestaande uit verschillende zorgorganisaties. Deze verlenen zorg aan kwetsbare mensen, zoals verpleging, verzorging, thuiszorg, geestelijke gezondheidszorg, jeugdgezondheidszorg, zorg aan mensen met een verstandelijke beperking en e-health. Espria biedt zorg in Noord-, Oost-, Midden- en (Noord)west-Nederland. In totaal werken ongeveer 17.000 medewerkers bij Espria of een van de bijbehorende zorgorganisaties.
Espria is opgericht in 2008 door Stichting Philadelphia Zorg, zorgorganisatie Evean Groep en woningcorporatie Woonzorg Nederland. Stichting Espria bestuurde tijdelijk Philadelphia en Evean Groep en was via een personele unie verbonden aan Woonzorg Nederland. Dit betekende dat de raden van bestuur en commissarissen van Espria en Woonzorg Nederland uit dezelfde personen bestonden. Een bestuurlijke fusie tussen Espria en Woonzorg Nederland werd door minister Vogelaar (WWI) afgewezen. De samenwerking van Philadelphia, Evean Groep en Woonzorg Nederland behelsde een omzet van 1,4 miljard euro, 38.000 medewerkers, 224.000 cliënten en ruim 1.000 locaties in 230 gemeenten. In 2009 werd deze samenwerking weer ontbonden toen Philadelphia bekend maakte zich los te maken van Espria, waarna het huidige Espria ontstond.
De volgende organisaties waren in 2021 onderdeel van Espria:
- Evean
- Icare
- GGZ Drenthe
- De Trans
- Zorggroep Meander
- ZCN Zorgcentrale Noord

## Samenwerking

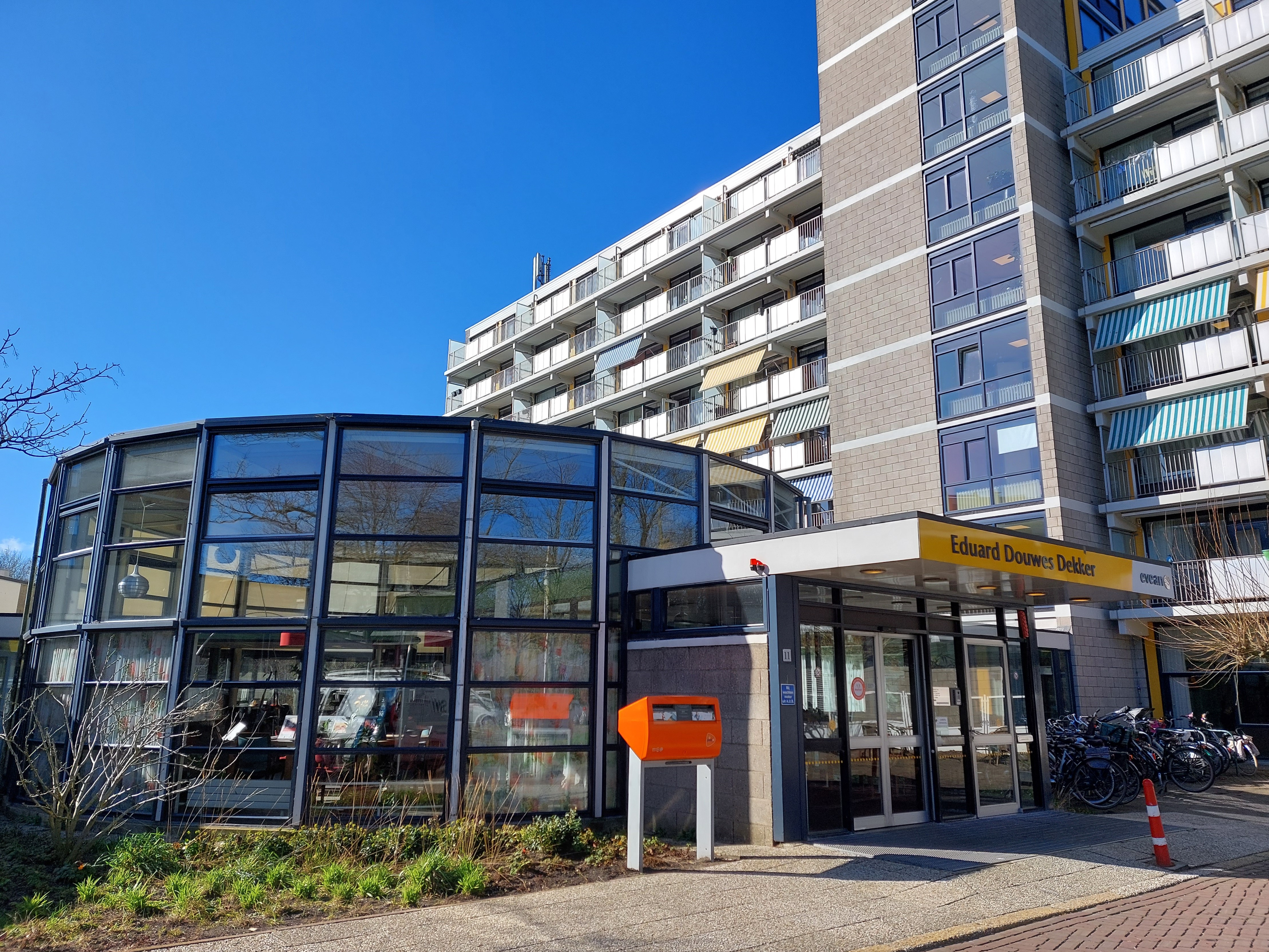
Het Evean Eduard Douwes Dekkerhuis in Amsterdam-Noord

In 2007 voerden Philadelphia (zorg voor mensen met een verstandelijke of andere beperking), Evean Groep (bestaande uit de organisaties Evean, Icare, Zorggroep Meander, de Trans en GGZ Drenthe) en de woningcorporatie Woonzorg Nederland (die naast huurwoningen ook verpleeg- en verzorgingshuizen bezit) gesprekken om te komen tot een fusie. De stichtingen zouden als zelfstandige werkmaatschappijen blijven bestaan onder de paraplu van het nieuw op te richten concern Espria. Na bespreking van de fusieplannen door de ondernemingsraden, cliëntenraden en raden van commissarissen van de drie organisaties namen de drie raden van bestuur zich in maart 2007 voor te fuseren. Daarbij werden ook de bewindslieden van WWI en VWS geïnformeerd, die positief reageerden. Om te kunnen fuseren, meldden de drie partijen de concentratie bij de Nederlandse Mededingingsautoriteit (NMa). Er volgde een onderzoek dat acht maanden zou duren.

### Bezwaren
De participatieraad van Philadelphia gaf negatief advies over de fusieplannen. De raad vreesde een aantasting van de identiteit, de eigenheid, het vermogen, de bereikbaarheid, de keuzevrijheid en de kwaliteit. Ze vreesden ook dat zij door de nieuwe combinatie geconfronteerd zouden worden met gedwongen winkelnering.
In september 2007 stelde de CDA-fractie kritische Kamervragen over de voorgenomen fusie. In het begrotingsdebat van VWS bekritiseerde de CDA-fractie de "ongebreidelde fusiedrang in de zorg".". De minister en staatssecretaris van VWS stelden zich in hun beantwoording op het standpunt dat de NMa over deze zaak uitspraak moest doen.

### Besluitvorming
Op 2 april 2008 deed de NMa uitspraak over de concentratie. Woonzorg Nederland moest bij een eventuele fusie een aantal zorgcentra en woningen afstoten. Woonzorg Nederland voldeed aan deze voorwaarde met afstoting van elf wooncomplexen en zorgcentra.
De Nederlandse Zorgautoriteit gaf in het NMA-onderzoek een negatief advies omdat ze het niet denkbeeldig vond dat klanten op termijn schade zouden ondervinden.
Op 8 april werd de fusie tussen Evean Groep en Philadelphia in Espria een feit; Woonzorg Nederland is vanaf dat moment met Espria verbonden via een personele unie. Woonzorg Nederland diende vervolgens een verzoek tot statutenwijziging in voor een bestuurlijke fusie met Espria.

### Tweede Kamer
Op 15 april nam de Tweede Kamer een motie van CDA-Kamerlid Jan de Vries aan, waarin het kabinet werd verzocht om alles in het werk te stellen om de voorgenomen fusie tussen deze drie organisaties te blokkeren, alsmede om met alle beschikbare middelen te voorkomen dat in de organisatie, het bestuur en beheer op de voorgenomen fusie wordt vooruitgelopen.
Eind juni 2008 besloot minister Ella Vogelaar (WWI, PvdA) na bespreking in de ministerraad de bestuurlijke fusie niet goed te keuren op juridische gronden. Een woningcorporatie kon volgens de geldende regelgeving geen zorgtaken op zich nemen. Bovendien werd een fusie niet geschikt bevonden voor een experiment, omdat ontvlechting bij tegenvallende resultaten ernstig bemoeilijkt wordt door de geografische spreiding van de organisaties. De samenwerking tussen de drie organisaties binnen de personele unie, eerder goedgekeurd door minister Vogelaar, bleef intact.

### Vakbonden
In augustus 2008 zegden zes vakbonden in verband met de fusieplannen hun vertrouwen in de raad van bestuur van Philadelphia op, omdat ze vreesden dat de fusie tot miljoenentekorten zou leiden. Naar aanleiding daarvan stelden Kamerleden Jan de Vries (CDA) en Henk van Gerven (SP) nogmaals Kamervragen. Ze vroegen hoe de strategische samenwerking van Espria met facilitair bedrijf Asito en uitlatingen waarin de raad van bestuur van Espria Philadelphia, Evean groep en Woonzorg Nederland 'werkmaatschappijen' van espria noemt zich verhouden tot de wens van de Tweede Kamer om ongebreidelde schaalvergroting tegen te gaan, en tot de uitspraak van de regering dat woningcorporaties zich uitsluitend met woonvoorziening dienen bezig te houden. De bonden hervatten het gesprek met espria op 8 september 2008; afgesproken werd om een sociaal convenant te sluiten.

## Crisis bij Philadelphia

### Financiële problemen
In augustus 2008 zegde de ondernemingsraad van Espria-onderdeel Philadelphia zijn vertrouwen op in de bestuursraad van Espria-onderdeel Philadelphia. Het bleek dat Philadelphia in grote financiële problemen geraakt was: het tekort bedroeg ongeveer 23 miljoen euro. Frits Brink, bestuursvoorzitter van Philadelphia en tweede vicevoorzitter van Espria, legde zijn bestuursfuncties neer. Hij werd als voorzitter van de Bestuursraad van Philadelphia tijdelijk opgevolgd door Espria-voorzitter Bram Troost, afkomstig van Woonzorg Nederland.
Ook de andere leden van de raad van bestuur en de raad van commissarissen traden terug als reactie op de kritiek. Het College Sanering Zorginstellingen (CSZ) constateerde dat de problemen bij Philadelphia waren veroorzaakt doordat de bestuurders 'hun eigenlijke taken verwaarloosden en zich met de verkeerde zaken bezighielden'. De 'verkeerde zaken' waren de aan- en verkoop van onroerend goed, Philadelphia wilde onder andere zorghotels bouwen waarvoor de organisaties grote panden zoals kastelen had aangekocht. In het rapport van het CSZ werd daarvoor de term 'bestuurlijke obesitas' gebruikt. De crisis bij Philadelphia viel samen met kredietcrisis, die maakte dat het onroerend goed moeilijker te verkopen was. Philadelphia kwam door al deze gebeurtenissen een paar keer op negatieve wijze in de publiciteit.

### Herstelplan
Troost initieerde een herstelplan om Philadelphia weer gezond te maken, dat na overleg met de vakbonden en de ondernemingsraad vanaf januari 2009 werd uitgevoerd onder zijn regie. In april 2009 werd hij opgevolgd door een nieuwe bestuurder: Greet Prins. Op 1 mei 2009 volgde Martin van Rijn, voorzitter van de raad van bestuur van PGGM, Elco Brinkman op als voorzitter van de Raad van Commissarissen van Espria. In 2009 maakte Philadelphia bekend zich weer los te maken van Espria.

## Icare opgelicht
In 2008 kwam oud-bestuursvoorzitter Bart Visser van Icare, onderdeel van de Evean Groep en daarmee van Espria, in opspraak. Justitie verdacht hem ervan Icare voor miljoenen te hebben opgelicht. Visser was van 1998 tot 2005 bestuursvoorzitter van Icare. Hij kreeg in 2006 al kritiek toen bleek dat hij als vertrekkend bestuursvoorzitter een gouden handdruk van 969 duizend euro had ontvangen bovenop zijn jaarsalaris van ruim 250.000 euro terwijl Icare op dat moment verlies maakte. In verband met de oplichting die in 2008 aan het licht kwam, legde het Openbaar Ministerie in 2008 beslag op Vissers huis voor 1,3 miljoen euro.
Visser zou onder andere panden en bedrijfsonderdelen van Icare verkocht hebben en een deel van de opbrengst in zijn eigen zak gestoken hebben. Deze opbrengst gaf hij niet aan bij de fiscus, waardoor Visser tevens van belastingfraude verdacht wordt. In 2000 verkocht Visser als bestuursvoorzitter van Icare dertig kantoorpanden van Icare aan een vriend. Deze panden werden binnen een uur met veel winst doorverkocht, waarbij Visser deelde in de winst. Ook verkocht Visser een bedrijfsonderdeel van Icare (Thuiszorg Perfect) voor het symbolische bedrag van 1 gulden aan een kennis. Drie jaar later verkochten Visser en de kennis het bedrijf voor zeven miljoen euro aan uitzendbedrijf Randstad, het bedrijf werd toen omgedoopt in Randstad Zorg Beheer BV. De winst van de verkoop ging naar de BV van de kennis van Visser, een BV waarin Visser driekwart van de aandelen had. Justitie wilde het bedrag dat Visser met de oplichting van Icare heeft verdiend terugvorderen. Naar aanleiding van de fraude met Thuiszorg Perfect zaten Visser en de kennis al twee weken vast.
Visser werd op 1 juni door de Noordelijke fraudekamer van de rechtbank Assen veroordeeld tot één jaar celstraf. Het Openbaar Ministerie had, mede naar aanleiding van een aangifte van Icare tegen de voormalige topman, zes jaar cel geëist en tekende beroep aan tegen het vonnis van de rechtbank. Visser werd veroordeeld wegens witwassen en oplichting; van de verdenking van belastingfraude en verduistering werd hij vrijgesproken. Volgens de aanklacht zou de oud-topman Icare voor tussen de vijf en tien miljoen euro hebben benadeeld door onder meer de verkoop van panden. De rechtbank achtte alleen de oplichting rond de verkoop van een pand in Dronten bewezen. Visser moest daarom 589.000 euro aan Icare terugbetalen. Vissers voormalige collega Jan B. (52) werd eveneens veroordeeld tot twaalf maanden cel voor het witwassen van 1,3 miljoen gulden. Medeverdachte Elizabeth F. (57) werd wegens valsheid in geschrifte en oplichting veroordeeld tot anderhalf jaar cel.
Visser kwam eerder in 1998 in opspraak in zijn hoedanigheid als directeur van BV Thuiszorg Drenthe, onderdeel van de Pantheon zorggroep. Het televisieprogramma Zembla wijdde daar toen een uitzending aan en er werden Kamervragen over gesteld.